# Zuffenhausen
Zuffenhausen is een deelgemeente (Stadtbezirk) in het noorden van Stuttgart, de hoofdstad van de Duitse deelstaat Baden-Württemberg. Zuffenhausen wordt al in 1204 genoemd door paus Innocentius III. De gemeente werd in 1931 deel van Stuttgart.
In Zuffenhausen werd ook de eerste Porsche-fabriek opgericht. Naast deze fabriek bevindt zich sinds 2009 het gebouw van het Porsche Museum.

## Geboren
- Max Horkheimer (1895-1973), socioloog en filosoof
- Wilhelm Boger (1906-1977), oorlogsmisdadiger
- Joachim Fuchsberger (1927-2014), acteur en entertainer